# Кенсет, Мэтт
Мэттью Рой «Мэтт» Кенсет (англ. Matthew Roy "Matt" Kenseth , род. 10 марта 1972, Кембридж, Висконсин, США) — американский автогонщик NASCAR Sprint Cup Series. С 2013 по 2017 выступал под номером 20 за команду Joe Gibbs Racing. В 2020 выступал под номером 42 за команду Chip Ganassi Racing.

## Семья
В 2000 году он женился на Katie Martin. У Кенсета есть сын от предыдущего брака и четыре дочери.

## Sprint Cup Series

### 1998—1999
Дебютировал в высшей серии в 1998 году, заменяя Билла Эллиота, который был на похоронах своего отца. В тот день Кенсет финишировал шестым.

### 2000—2003
В 2000 году Кенсет присоединился к Roush Fenway Racing. В этом же году он победил в самой длинной гонке сезона Coca-Cola 600. Кенсет был первым новичком, который это сделал. Закончил сезон Кенсет на 14-м месте с четырьмя топ-5 и 11 топ-10.
В 2001 году закончил сезон на 13-й позиции с четырьмя топ-5 и девятью топ-10.
В 2002 году Мэтт Кенсет закончил сезон на восьмой позиции с пятью победами и одним поул-позишн. Гонщик победил в Рокингхэме, Техасе, Мичигане, Ричмонде и Фениксе.
В 2003 году с одной победой, 2 поулами, 11 топ-5 и 25 топ-10 Мэтт Кенсет стал чемпионом серии.

### 2004—2012
В 2004 году он победил в International Race of Champions, а в 2009 и 2012 — в Daytona 500.

### 2013—2017
4 сентября 2012 года стало известно, что Кенсет присоединится к команде Joe Gibbs Racing под номером 20 вместо Джоуи Логано.